# Ken Walsh
Kenneth Marshall (Ken) Walsh (Orange (New Jersey), 11 februari 1945) is een Amerikaans zwemmer.

## Biografie
Walsh zwom als startzwemmer van de 4x100m vrije slag een individueel wereldrecord, met het team won hij de gouden medaille op de Pan-Amerikaanse Spelen 1967.
Tijdens de Olympische Zomerspelen van 1968 won Walsh de gouden medaille op de de 4x100m vrije slag en de 4x100m wisselslag. Op de 100m vrije slag won hij de zilveren medaille.

## Internationale toernooien
| Jaar | Olympische Spelen                                       | Pan-Amerikaanse Spelen                |
| ---- | ------------------------------------------------------- | ------------------------------------- |
| 1967 |                                                         | 4x100m vrije slag · 4x100m wisselslag |
| 1968 | 4x100m vrije slag · 4x100m wisselslag · 100m vrije slag |                                       |

1964: Clark, Austin, Ilman, Schollander ·
1968: Zorn, Rerych, Spitz, Walsh ·
1972: Edgar, Murphy, Heidenreich, Spitz ·
1984: Cavanaugh, Heath, Biondi, Gaines ·
1988: Jacobs, Dalbey, Jager, Biondi ·
1992: Hudepohl, Biondi, Jager, Olsen ·
1996: Olsen, Davis, Schumacher, Hall ·
2000: Klim, Fydler, Callus, Thorpe ·
2004: Schoeman, Ferns, Townsend, Neethling ·
2008: Phelps, Weber-Gale, Jones, Lezak ·
2012: Leveaux, Gilot, Lefert, Agnel ·
2016: Dressel, Phelps, Held, Adrian ·
2020: Dressel, Pieroni, Becker, Apple ·
2024: Alexy, Guiliano, Armstrong, Dressel
1960: McKinney, Hait, Larson, Farrell ·
1964: Mann, Craig, Schmidt, Clark ·
1968: Hickcox, McKenzie, Russell, Walsh ·
1972: Stamm, Bruce, Spitz, Heidenreich ·
1976: Naber, Hencken, Vogel, Montgomery ·
1980: Kerry, Evans, Tonelli, Brooks ·
1984: Carey, Lundquist, Morales, Gaines ·
1988: Berkoff, Schroeder, Biondi, Jacobs ·
1992: Rouse, Diebel, Morales, Olsen ·
1996: Rouse, Linn, Henderson, Hall ·
2000: Krayzelburg, Moses, Crocker, Hall ·
2004: Peirsol, Hansen, Crocker, Lezak ·
2008: Peirsol, Hansen, Phelps, Lezak ·
2012: Grevers, Hansen, Phelps, Adrian ·
2016: Murphy, Miller, Phelps, Adrian  ·
2020: Murphy, Andrew, Dressel, Apple  ·
2024: Xu, Qin, Sun, Pan